# Lemešany
Lemešany (ungarisch Lemes) ist eine Gemeinde in der Nordost-Slowakei nahe der Autobahn D1 (E 50), die hier Prešov mit Košice verbindet. Der Ort liegt im Tal des Flusses Torysa.

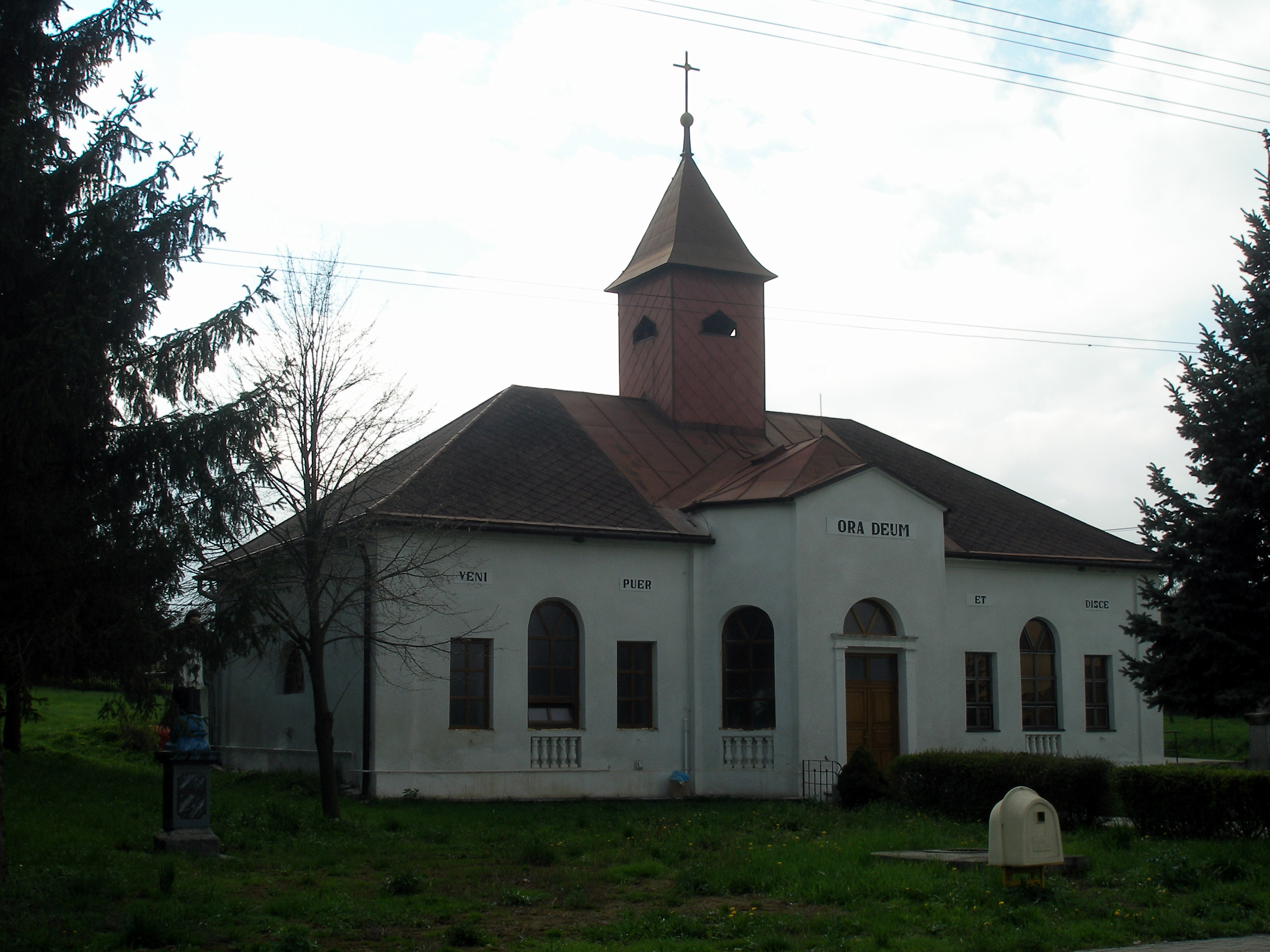
Kirche im Ort

Verwaltungstechnisch ist sie neben dem eigentlichen Ort noch in den Ortsteil Chabžany unterteilt; dieser wurde 1965 eingemeindet.

## Geschichte
Der Ort wurde im Jahre 1289 zum ersten Mal schriftlich als Lemes erwähnt. Im 19. und 20. Jahrhundert war der Ort Sitz einer Kreisverwaltung im ungarischen Komitat Sáros.

## Bevölkerung
| Jahr                | 1994 | 2004    | 2014    | 2024    |
| ------------------- | ---- | ------- | ------- | ------- |
| Anzahl der Personen | 1669 | 1781    | 1882    | 2046    |
| Unterschied         |      | +6,71 % | +5,67 % | +8,71 % |

| Jahr                | 2023 | 2024    |
| ------------------- | ---- | ------- |
| Anzahl der Personen | 2043 | 2046    |
| Unterschied         |      | +0,14 % |